# Cmentarz parafialny w Czempiniu
Cmentarz parafialny w Czempiniu – cmentarz parafialny zlokalizowany w Czempiniu przy ulicy Poznańskie Przedmieście.

## Historia
Początki nekropolii sięgają roku 1887, kiedy to od Kaspra Nitschkiego zakupiono pięć mórg ziemi z przeznaczeniem na cel grzebalny. Początkowo cmentarz funkcjonował tylko na dwóch morgach, a reszta ziemi pozostawała wydzierżawiona. Dopiero w 1922 włączono do nekropolii pozostały obszar trzech mórg, posadzono sto drzew i od tego czasu cmentarz ma obecny kształt.

## Pochowani
Na cmentarzu pochowani są m.in.:
- Antoni Bródka (ur. 30 maja 1897, zm. 9 września 1920) – kapral 15. Pułku Ułanów Poznańskich 2. Baterii 1. Dyonu 15. Dywizji, poległy w wojnie polsko-bolszewickiej, odznaczony Krzyżem Virtuti Militari,
- Stanisław Kuczmerowicz (ur. 9 maja 1886, zm. 11 stycznia 1919) – powstaniec wielkopolski poległy w powstaniu pod Zbarzewem,
- Stanisław Poczta (ur. 1910, zm. 1990) – proboszcz czempiński, kanonik,
- Franciszek Ksawery Ruszczyński (ur. 1 grudnia 1874, zm. 28 stycznia 1961) – proboszcz czempiński, dziekan kościański, kanonik,
- Wincenty Taciak (ur. 3 kwietnia 1922, zm. 9 czerwca 1946) – podporucznik, który zmarł dla dobra ojczyzny i demokracji[2].

Nad cmentarzem góruje okazały grobowiec Farulewskich. Przy wejściu stoi tablica ku czci Powstańców Wielkopolskich, członków Czempińskiej Rady Ludowej, posłów na Sejm Dzielnicowy, członków Straży Ludowej z terenu parafii i okolic Czempinia, walczących konspiracyjnie oraz zbrojnie o wolność ojczyzny.